# Jamie Peacock
Jamie Peacock MBE (* 14. Dezember 1977 in Leeds) ist ein ehemaliger englischer Rugby-League-Spieler. Er spielte in der Super League für die Bradford Bulls und die Leeds Rhinos, seine Karriere begann er beim Zweitligisten Featherstone Rovers. Mit den Bulls gewann er dreimal die Super League, zweimal den Challenge Cup und zweimal die World Club Challenge. Mit den Rhinos gewann er sechsmal die Super League, zweimal den Challenge Cup und zweimal die World Club Challenge.
Auch individuell gewann er zahlreiche Auszeichnungen, er gewann 2003 den Man of Steel Award und wurde insgesamt elfmal ins Super League Dream Team gewählt, so oft wie kein anderer Spieler.

## Karriere
Peacocks Karriere begann beim Stanningley RLFC, einem Verein in der Nähe von Leeds, der mit den Bradford Bulls zusammenarbeitet. Bevor er zu den Bulls wechselte, wurde er für einen Monat an die Featherstone Rovers ausgeliehen, für die er in vier Spielen einen Versuch legte und nach Australien geschickt, um Erfahrung zu sammeln. In Australien spielte er Rugby für die University of Wollongong.

### Bradford Bulls
1999 hatte Peacock sein Debüt für die Bradford Bulls. Im Laufe der Saison absolvierte er 18 Spiele, zwei davon als Teil der Startformation, in denen er sechs Versuche legte.
2000 gelang ihm der endgültige Durchbruch, als er mit Bradford den Challenge Cup gewann und mit England an der Rugby-League-Weltmeisterschaft teilnahm. Er absolvierte während der WM vier Spiele für England, in denen er sechs Versuche legte, unter anderem einen Hattrick gegen Fidschi.
2001 gewann er mit Bradford die Super League und spielte für England bei einem Freundschaftsspiel gegen Wales. Zudem hatte er sein Debüt für Großbritannien während eines Spiels gegen Australien, in dem er bereits nach 86 Sekunden einen Versuch legte.
2002 gewann er mit Bradford die World Club Challenge gegen den NRL-Meister Newcastle Knights. Er absolvierte insgesamt 30 Spiele für Bradford und schaffte es mit ihnen erneut ins Super League Grand Final, das sie 18:19 gegen St Helens verloren.
2003 gewann er mit Bradford erneut die Super League  und den Challenge Cup. Er gewann zudem zahlreiche individuelle Auszeichnungen wie den Man of Steel Award, den Player of the Year Award der Super League und den Player of the Year Award der Rugby League Writers’ Association.
Nachdem sie 2003 die Super League gewonnen hatten, trafen die Bulls in der World Club Challenge auf den NRL-Meister Penrith Panthers. Peacock war Bradfords Kapitän in dem Spiel, das Bradford 22:4 gewann. Im weiteren Verlauf der Saison schaffte er es mit Bradford zum vierten Mal in Folge ins Super League Grand Final, in dem sie gegen Leeds verloren und mit Großbritannien ins Finale der Tri Nations, in dem man sich Australien geschlagen geben musste.
2005 war Peacock Kapitän der Bulls. In seiner letzten Saison schaffte er es mit ihnen ins Super League Grand Final, in dem sie 15:6 gegen die Leeds Rhinos gewannen. Im selben Jahr war er zudem Großbritanniens Kapitän bei den Tri Nations als Ersatz für den verletzten Paul Sculthorpe.

### Leeds Rhinos

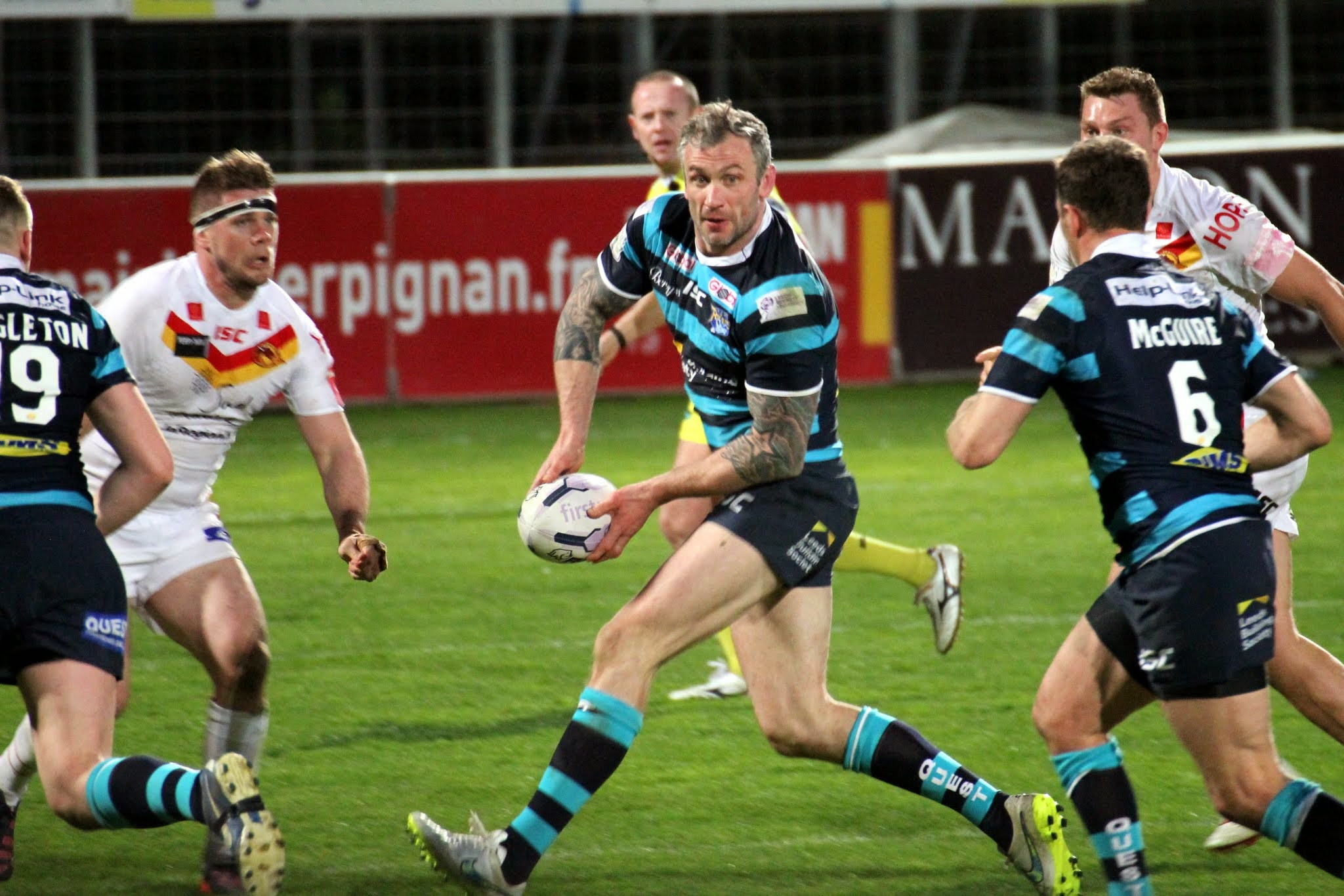
Peacock bei einem Spiel für Leeds im Jahr 2015

2006 wechselte Peacock von den Bradford Bulls zum Erzrivalen Leeds Rhinos. Sein Debüt für Leeds war in der ersten Runde gegen die Huddersfield Giants. Bei den Tri Nations 2006 war er erneut Kapitän von Großbritannien. Ein Jahr später gewann er mit Leeds das erste Mal das Grand Final gegen St Helens.
2008 gewann er mit Leeds die World Club Challenge gegen die Melbourne Storm und zum zweiten Mal in Folge das Grand Final, erneut gegen St Helens. Er wurde zum siebten Mal ins Super League Dream Team gewählt und absolvierte mit England ein Testspiel gegen Frankreich.
Am 16. Juni 2008 wurde bekanntgegeben, dass Peacock bei der Rugby-League-Weltmeisterschaft 2008 Englands Kapitän sein würde. Er legte in vier Spielen einen Versuch, genauer gesagt bei der Halbfinalniederlage gegen Neuseeland.
2009 gewann er mit Leeds zum dritten Mal in Folge die Super League und wurde zum dritten Mal in Folge ins Super League Dream Team gewählt. 2010 absolvierte er mit England erneut ein Testspiel gegen Frankreich.
Im Juli 2011 erneuerte Peacock seinen Vertrag bei den Rhinos. Kurz darauf schaffte er es mit ihnen ins Challenge-Cup-Finale, das sie gegen die Wigan Warriors verloren.
Zu Beginn des Jahres 2012 wurde er für seine Verdienste für Rugby League zum Member des Order of the British Empire ernannt. Am 26. Juni 2012 verkündete er das Ende seiner internationalen Karriere.
Zwischen 2013 und 2015 wurde er dreimal hintereinander ins Super League Dream Team gewählt, zudem gewann er 2014 und 2015 mit Leeds den Challenge Cup. Nachdem er 2015 sein letztes Spiel für Leeds, das Super League Grand Final gegen Wigan, gewonnen hatte, beendete er seine Karriere. Er hat angekündigt, als Manager bei den Hull Kingston Rovers zu arbeiten.